# More to Be Pitied Than Scorned
More to Be Pitied Than Scorned is een verloren stomme film uit 1922 met Alice Lake en Rosemary Theby in de hoofdrol. Het was de eerste film van Columbia Pictures.

## Rolverdeling
| Acteur           | Personage          |
| ---------------- | ------------------ |
| J. Frank Glendon | Julian Lorraine    |
| Rosemary Theby   | Josephine Clifford |
| Philo McCullough | Vincent Grant      |
| Gordon Griffith  | Troubles           |
| Alice Lake       | Viola Lorraine     |
| Josephine Adair  | Ruth Lorraine      |